# Primula rosea
Primula rosea är en viveväxtart som beskrevs av John Forbes Royle. Primula rosea ingår i släktet vivor, och familjen viveväxter. Inga underarter finns listade i Catalogue of Life.

## Bildgalleri

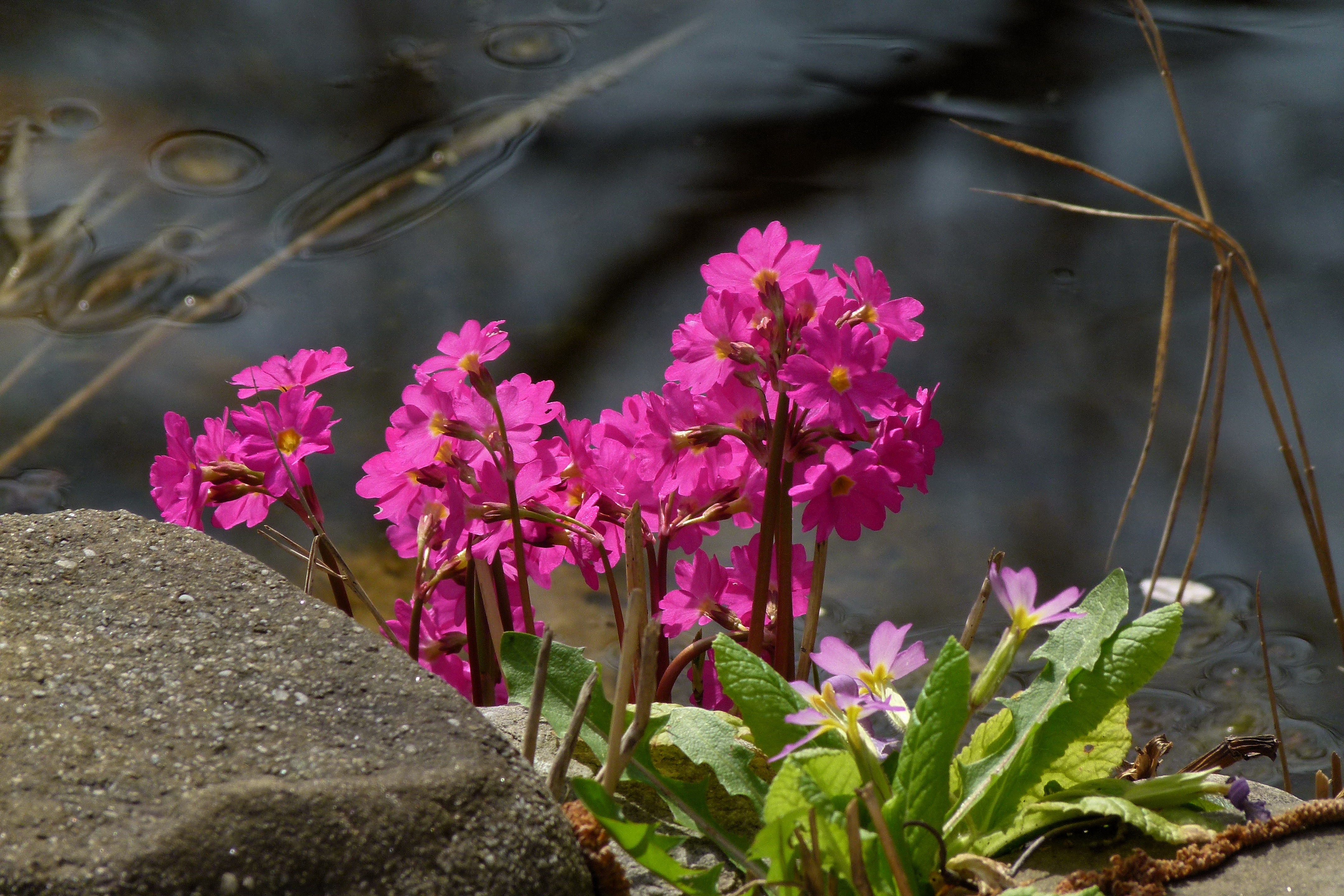
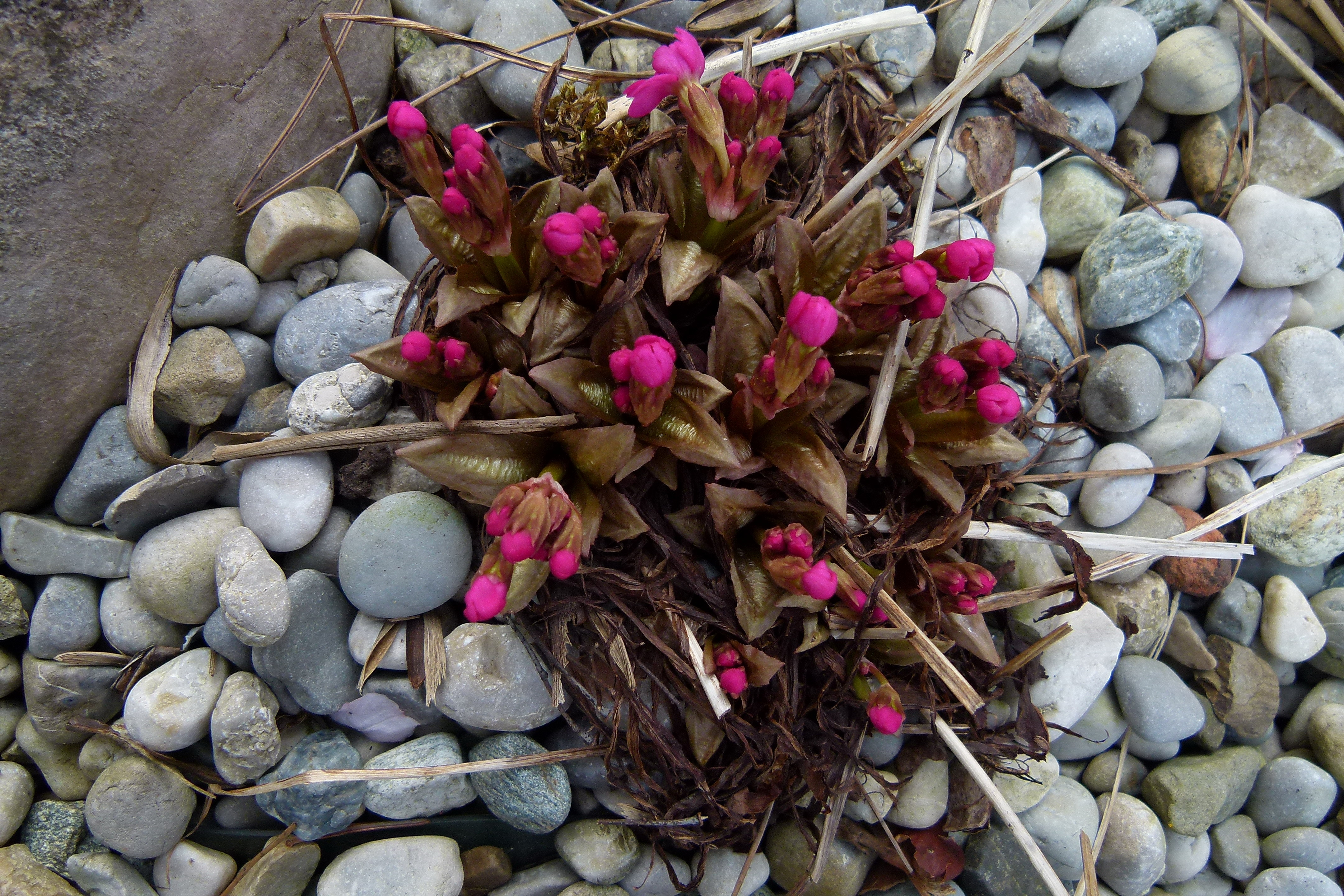
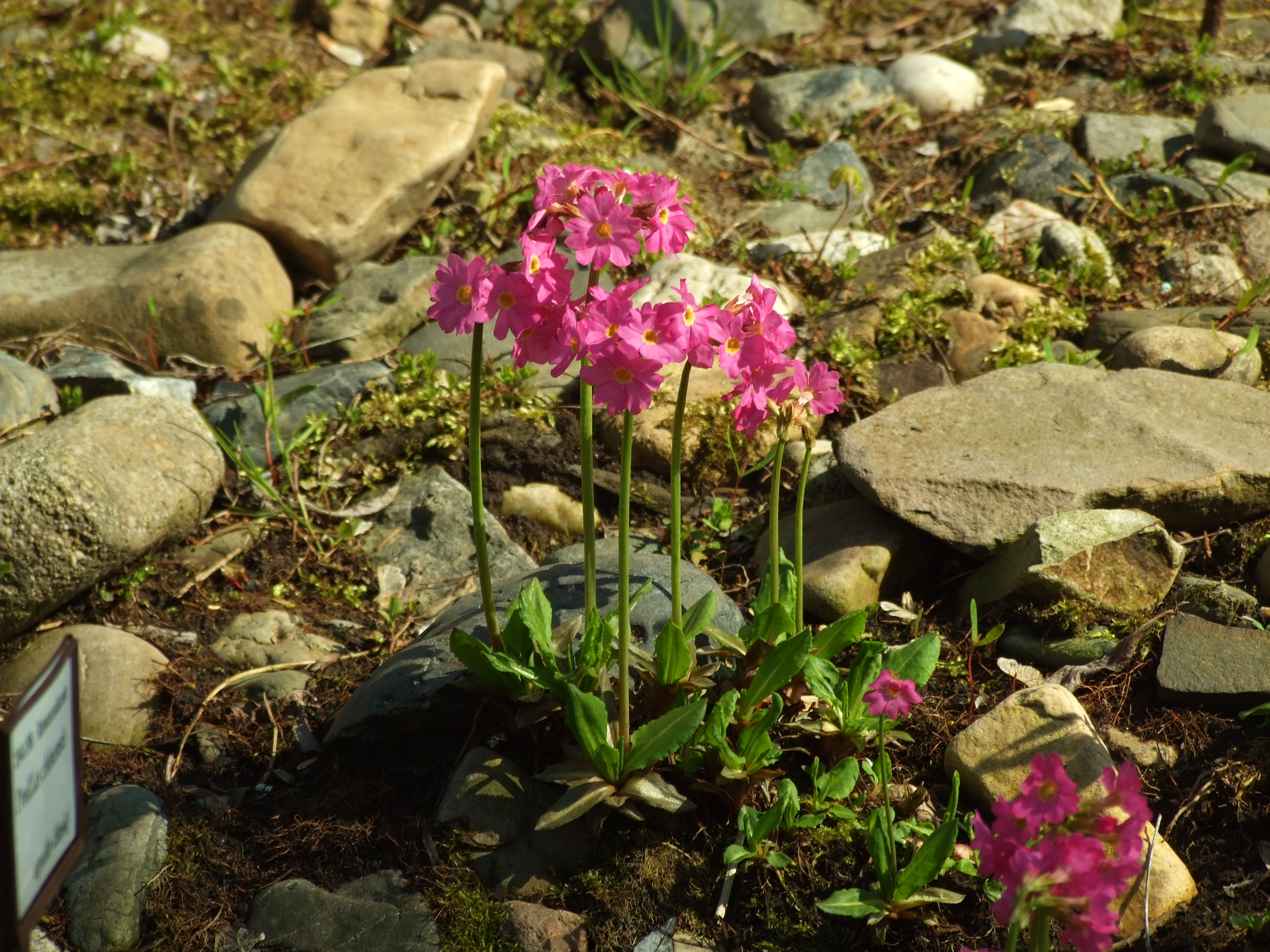
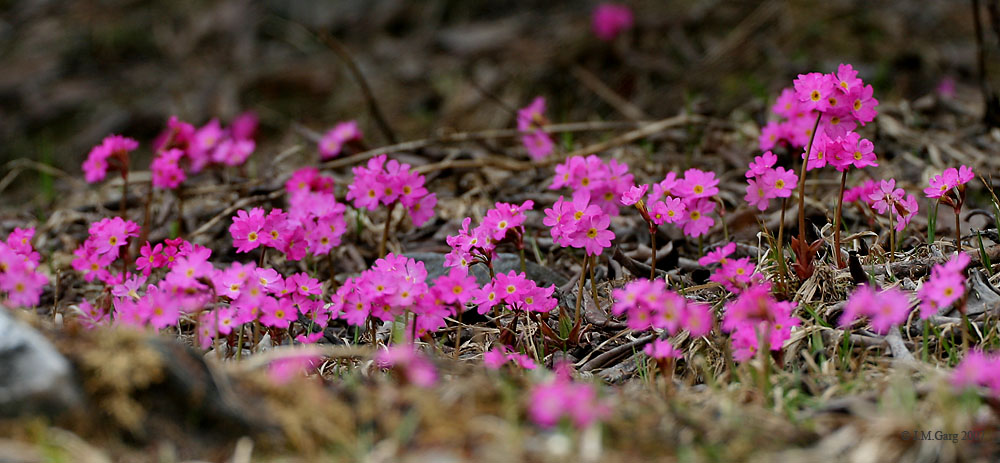
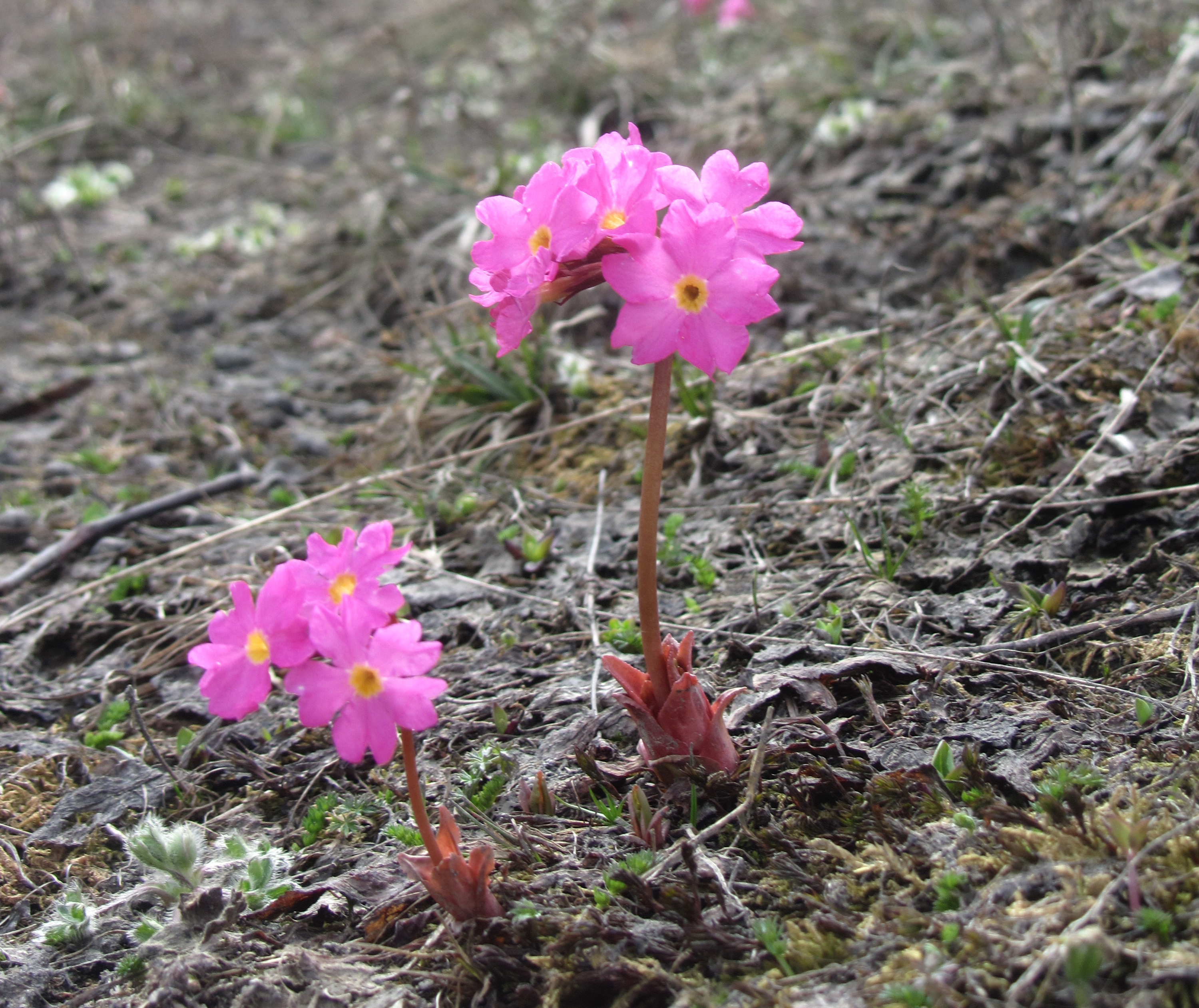
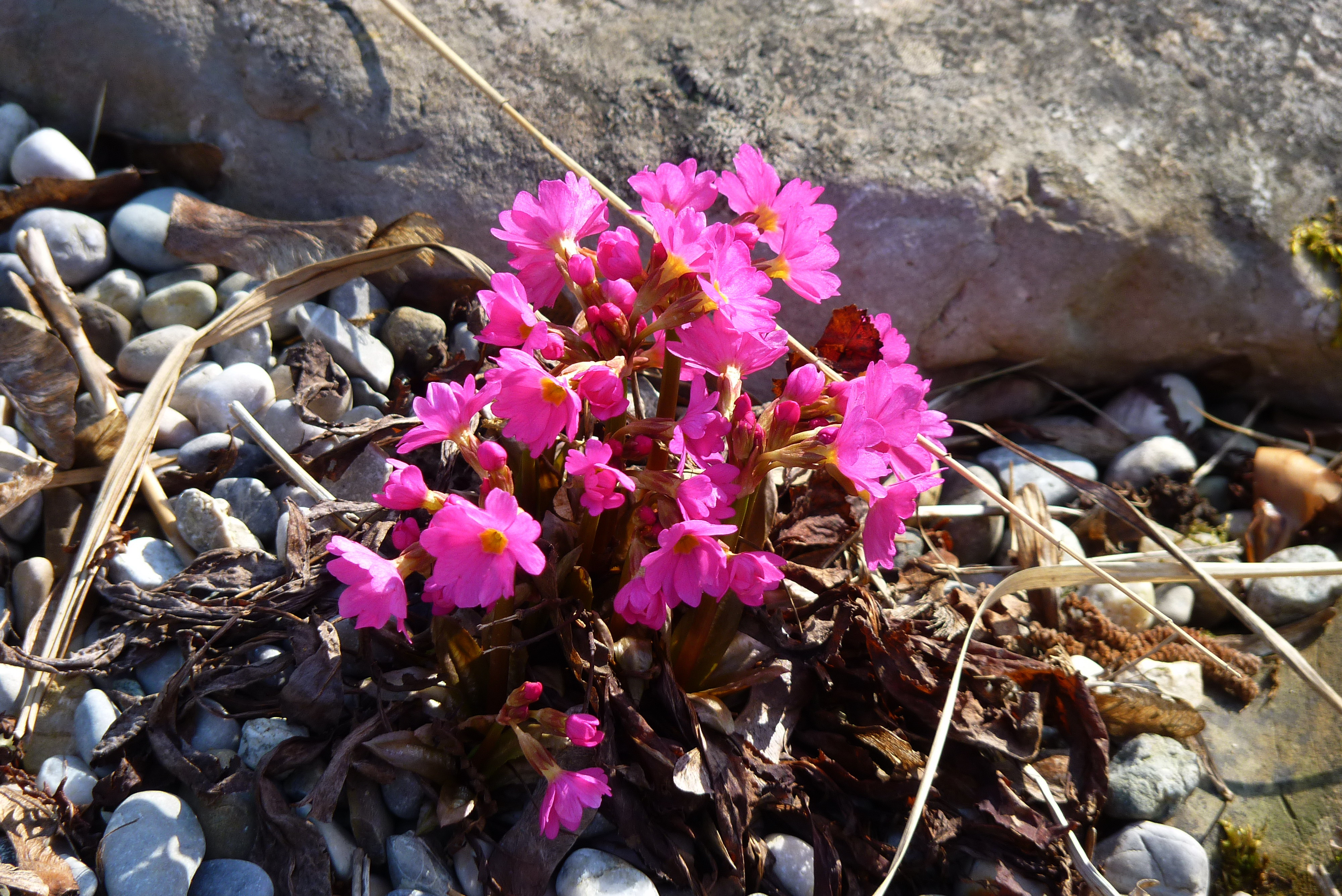